# Paolo Sardi
Paolo Sardi   (Ricaldone, 1 de setembre de 1934 - Roma, 13 de juliol de 2019) va ser un cardenal piemontés de l'Església Catòlica, patró de l'Orde Sobirana i Militar de Malta.

## Biografia
Sardi va néixer a la província d'Alessandria i va ser ordenat prevere el 29 de juny de 1958, després de llicenciar-se en teologia i graduar-se en dret canònic i jurisprudència a la Universitat Catòlica de Milà. Ensenyà teologia moral a Torí fins al 1976, quan va ser cridat al Vaticà per treballar a la Secretaria d'Estat. El 1992 va ser nomenat Viceconseller d'Afers Generals i, el 10 de desembre de 1996, Nunci Apostòlic amb responsabilitats especials i arquebisbe titular de Sutri pel Papa Joan Pau II. L'arquebisbe Sardi coordina l'oficina vaticana que edita els texts i missatges papals. El 6 de gener de 1997, Joan Pau II el consagrà arquebisbe a la basílica de Sant Pere, amb els arquebisbes Giovanni Battista Re i Miroslav Stefan Marusyn actuant com a co-consagradors.
El 23 d'octubre de 2004 va ser nomenat Vicecamarlenc de la Santa Església Catòlica. Va ser nomenat per succeir Pio Laghi, que havia mort el gener de 2009, com a co-patró de l'Orde Sobirana i Militar de Malta. L'arquebisbe Sardi té la tasca de promoure els interessos espirituals de l'orde i dels seus membres i les seves relacions amb la Santa Seu.
El 20 de novembre de 2010 va ser creat cardenal diaca de Santa Maria Ausiliatrice in Via Tuscolana. Manté el dret de vot en qualsevol conclave papal fins a l'1 de setembre de 2014, quan faci 80 anys. El 30 de novembre de 2010 el Cardenal Sardi va ser nomenat com a patró ple de l'orde de Malta després d'haver esdevingut cardenal.
El 29 de desembre de 2010 va ser nomenat membre de les congregacions per als Instituts de Vida Consagrada i Societats de Vida Apostòlica i per a les Causes dels Sants, a més del Consell pontifici per als Laics.

## Honors
Patró i Balí Gran Creu d'Honor i Devoció del Sobirà Orde Militar de Malta
 Gran Creu de Cavaller de l'orde al Mèrit de la República Italiana – 24 de juny de 2005
 Comendador de l'orde al Mèrit de la República Italiana – 27 de novembre de 1992